# 烹飪的藝術與魔法
烹飪的藝術與魔法（法語：Art et magie de la cuisine，播出期間：1954年-1967年），是法國電視史上第一個烹飪電視節目，由知名廚師雷蒙德·奧利弗搭配主持人凱瑟琳·朗吉斯（法語：Catherine Langeais）共同製播。

## 歷史沿革
1953年，法國公共電視RTF電視台（法語：RTF Télévision），邀請格蘭登維福爾的米其林指南三星名廚雷蒙德·奧利弗，搭配女主持人凱瑟琳·朗吉斯，導演休伯特·納普（法語：Hubert Knapp）和編劇吉爾伯·特皮諾（法語：Gilbert Pineau），製播烹飪的藝術與魔法，每周一集、每集30分鐘。
雷蒙德·奧利弗會在節目中示範烹飪料理，由凱瑟琳·朗吉斯提問一般家庭會遇到的問題，進而讓雷蒙德·奧利弗解決或是解答疑惑，節目受到廣大的觀眾喜愛，因此製播長達14年。

### 延伸出版品
- 雷蒙德·奧利弗後來出版了一本同名的食譜，也叫做《烹飪的藝術與魔法》
- 通用玩具公司（法語：Compagnie Générale du Jouet）受到啟發，因而設計了一項桌面遊戲。

## 相關連結
- 國家視聽研究所線上節目存檔 （页面存档备份，存于）